# تویوتا ورسو
تویوتا ورسو (Toyota Verso) خودرویی است که از سال ۲۰۰۹ تا ۲۰۱۸ توسط شرکت ژاپنی تویوتا تولید شده‌است.
این خودرو در کلاس کامپکت ام‌پی‌وی قرار گرفته، طول آن در حالت طبیعی ۴٬۴۴۰ میلیمتر (۱۷۴٫۸ اینچ) و عرض آن در حالت طبیعی ۱٬۷۹۰ میلیمتر (۷۰٫۵ اینچ) و ارتفاع آن در حالت طبیعی ۱٬۶۲۰ میلیمتر (۶۳٫۸ اینچ) است. سیستم جعبه‌دندهٔ آن ۶ دنده به صورت دستی است.